# 芸術生活社
株式会社芸術生活社（げいじゅつせいかつしゃ）は、東京都渋谷区に本社を置く出版社。

## 概要
1962年（昭和37年）2月27日にパーフェクト リバティー教団の出版社として設立。
パーフェクト リバティー教団に関連した月刊誌『PL』を刊行していたほか、『芸生新聞』を月に4回発行していた。2025年3月発行分を最後に、定期刊行物は同年4月より『PL教会参拝アプリ』内の電子版「GEISEI DIGITAL」に移行した。

## 沿革
- 1962年（昭和37年）2月27日 - 設立[3]。

## 発行物
定期刊行物については2025年4月時点でいずれも刊行されていない。
- PL - 毎月1日に発行。2025年3月号をもって発行終了[2]。
- 芸生新聞 - 月に4回、月曜日に発行。2025年3月17日付が最後。
- PLASMA - 毎月1日に発行。2025年3月号をもって休刊[4]。
- 短歌芸術 - 毎月1日に発行。2021年12月号を最後に刊行されていない。

## 事業所
- 大阪
  - 〒584-0091 大阪府富田林市新堂2169番地
- 東京
  - 〒150-0047 東京都渋谷区神山町16番1号